# Isotria verticillata
Isotria verticillata là một loài thực vật có hoa trong họ Lan. Loài này được (Muehl. ex Willd.) Raf. mô tả khoa học đầu tiên năm 1808.

## Hình ảnh

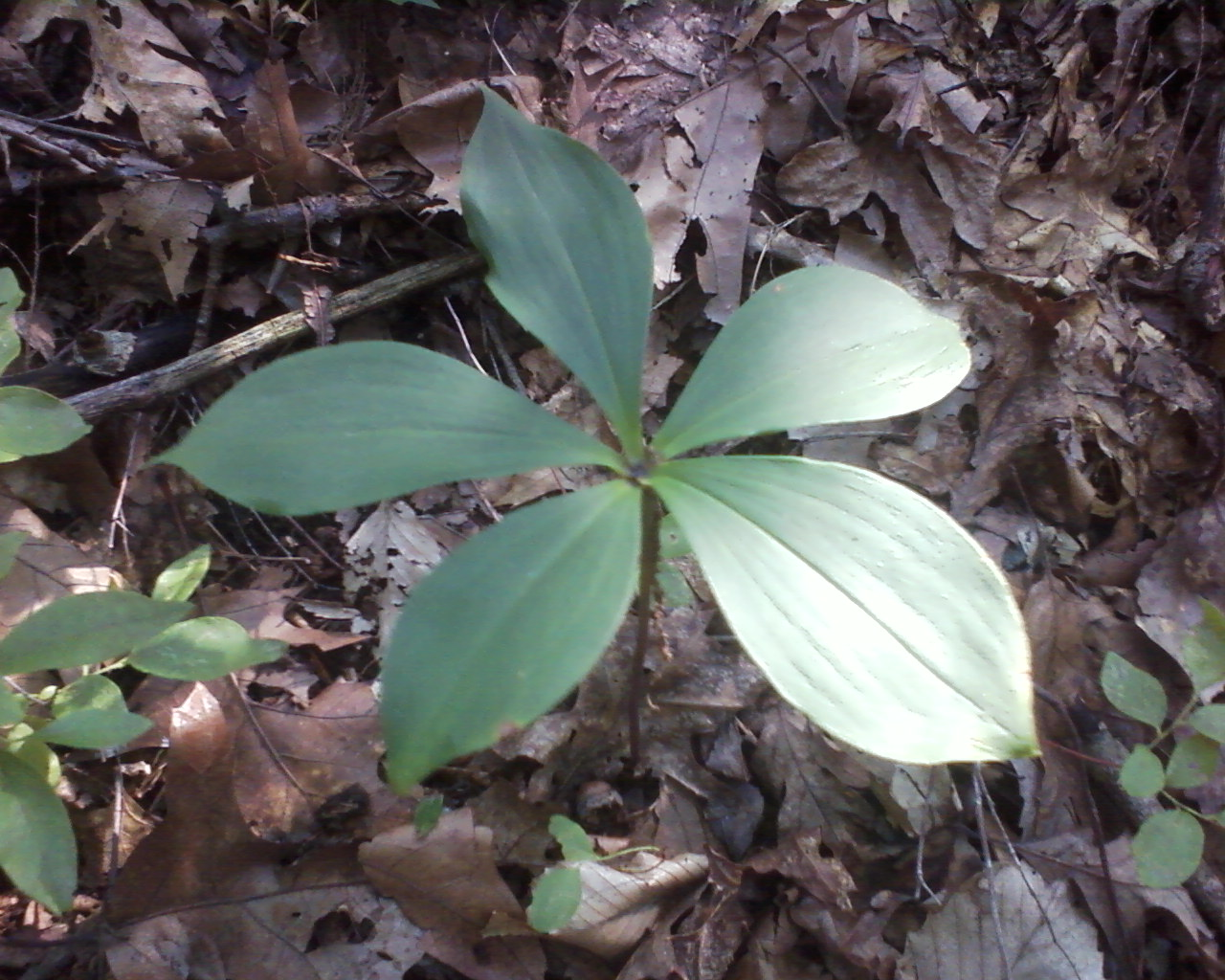
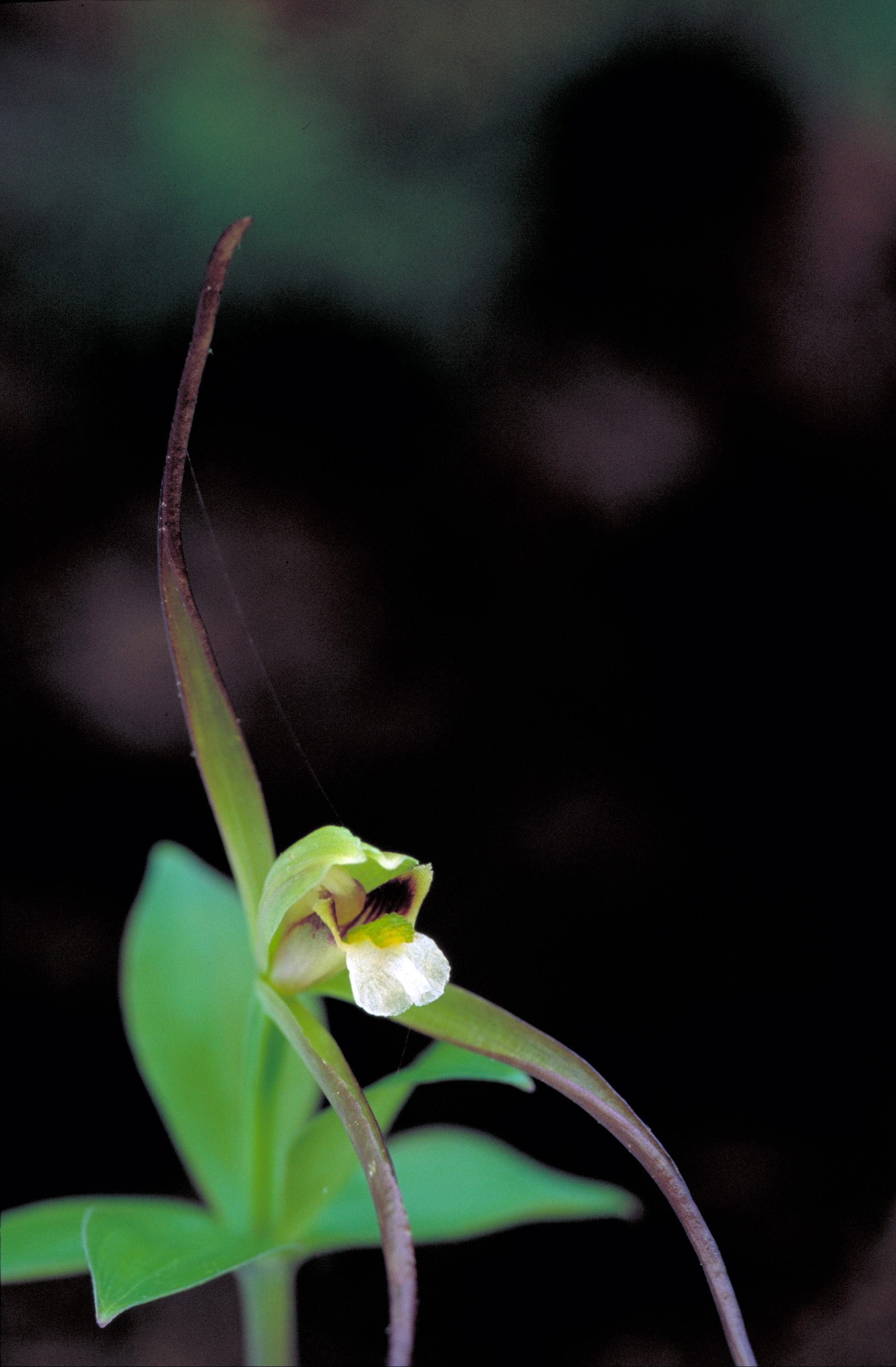
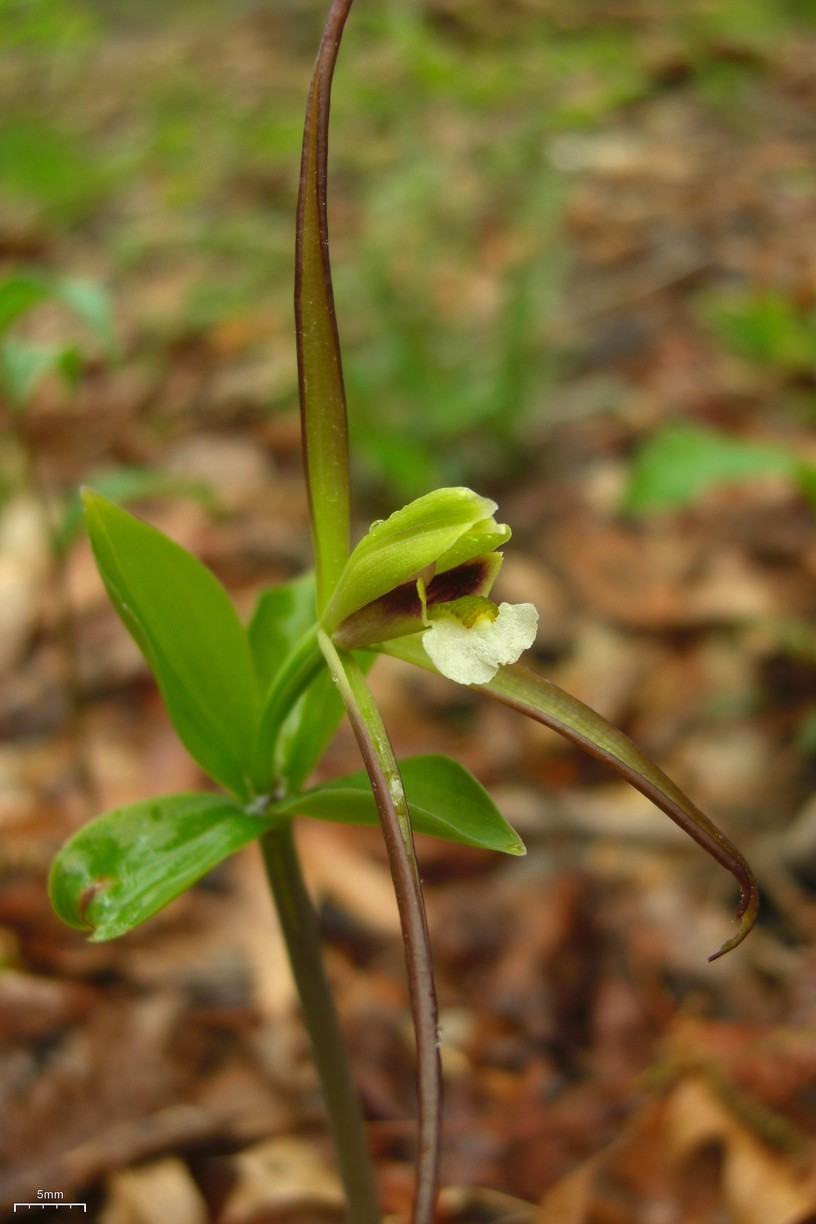